# 24 Horas de Le Mans de 1972
As 24 Hours of Le Mans de 1972 foi o 40º grande prêmio automobilístico das 24 Horas de Le Mans, tendo acontecido nos dias 10 e 11 de junho 1972 em Le Mans, França, no autódromo francês, Circuit de la Sarthe.

## Resultados Finais

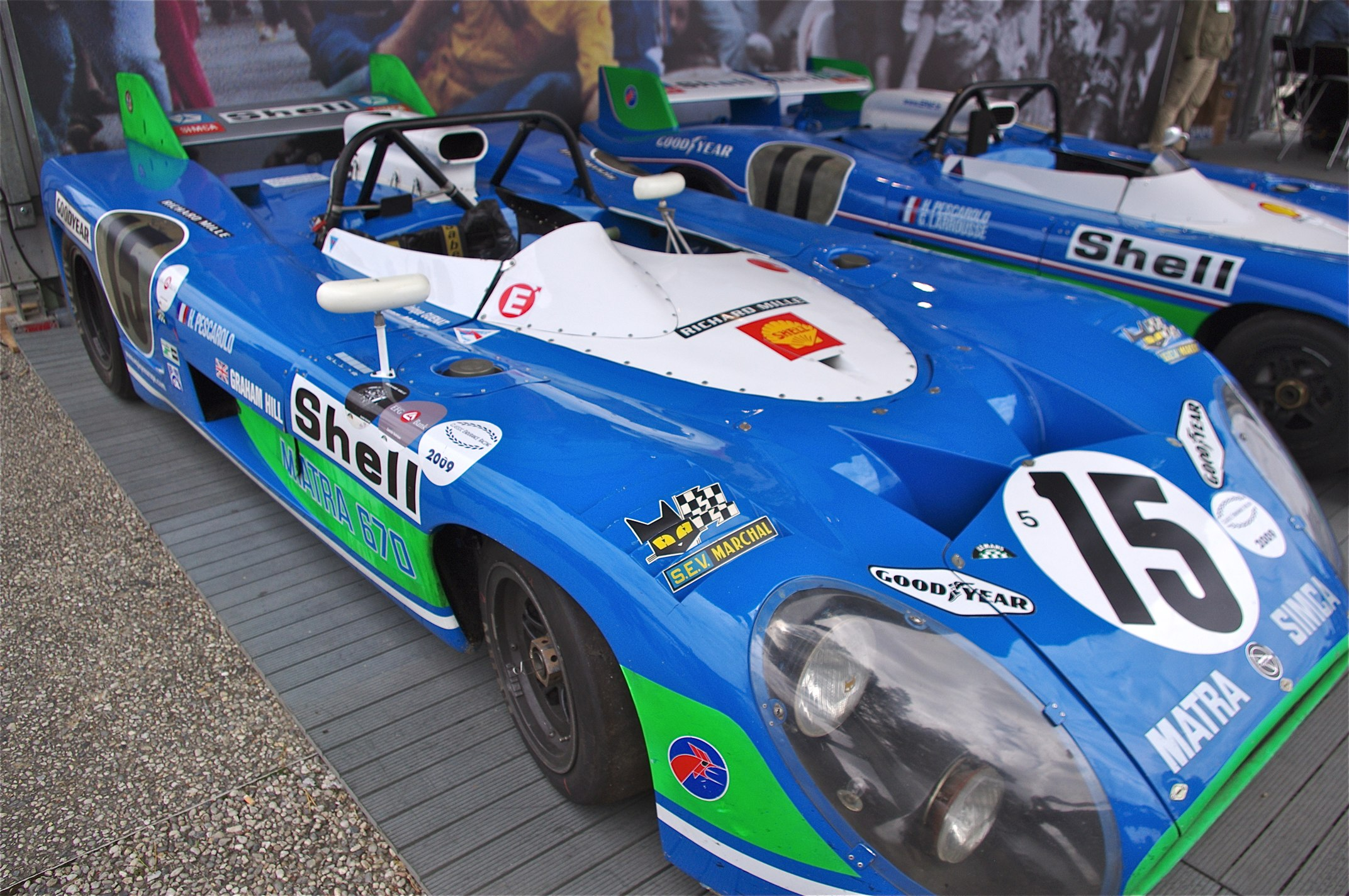
1. 15 Matra-Simca MS670

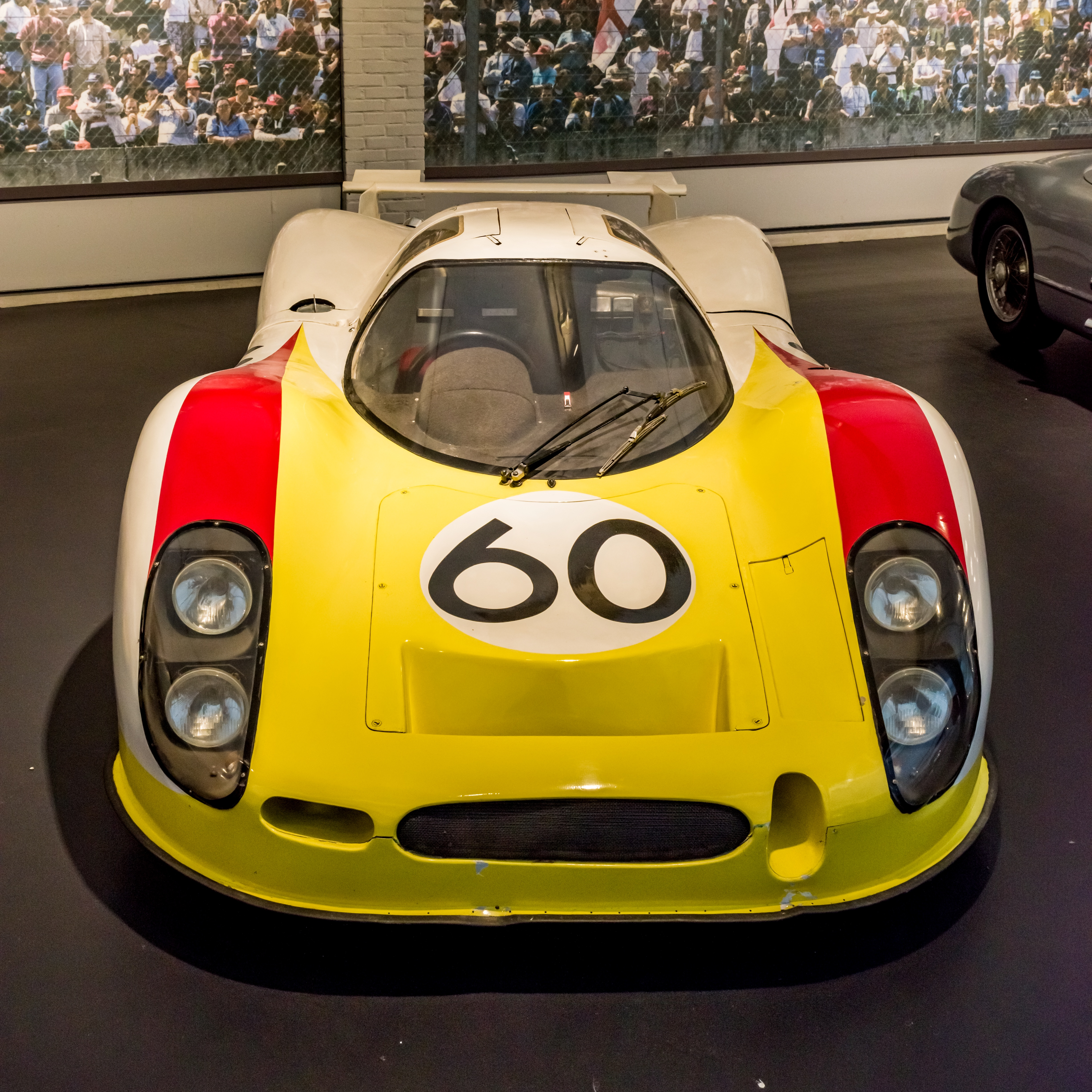
1. 60 Porsche 908LH

| Pos    | Class   | Nº | Equipe                            | Pilotos                                                       | Chassis                | Motor                     | Voltas |
| ------ | ------- | -- | --------------------------------- | ------------------------------------------------------------- | ---------------------- | ------------------------- | ------ |
| 1      | S 3.0   | 15 | Equipe Matra-Simca Shell          | Henri Pescarolo Graham Hill                                   | Matra-Simca MS670      | Matra 3.0L V12            | 344    |
| 2      | S 3.0   | 14 | Equipe Matra-Simca Shell          | François Cevert Howden Ganley                                 | Matra-Simca MS670      | Matra 3.0L V12            | 333    |
| 3      | S 3.0   | 60 | Jo Siffert A.T.E. Racing          | Reinhold Joest Michel Weber Mario Casoni                      | Porsche 908LH          | Porsche 3.0L Flat-8       | 325    |
| 4      | S 3.0   | 18 | Autodelta SpA                     | Nino Vaccarella Andrea de Adamich                             | Alfa Romeo Tipo 33TT3  | Alfa Romeo 3.0L V8        | 307    |
| 5      | GT 5.0  | 39 | Charles Pozzi                     | Jean-Claude Andruet Claude Ballot-Léna                        | Ferrari 365 GTB/4      | Ferrari 4.4L V12          | 306    |
| 6      | GT 5.0  | 74 | North American Racing Team (NART) | Sam Posey Tony Adamowicz                                      | Ferrari 365 GTB/4      | Ferrari 4.4L V12          | 304    |
| 7      | GT 5.0  | 34 | Scuderia Filipinetti              | Mike Parkes Jean-Louis Lafosse Jean-Jacques Cochet            | Ferrari 365 GTB/4      | Ferrari 4.4L V12          | 302    |
| 8      | GT 5.0  | 36 | Ecurie Francorchamps              | Derek Bell Teddy Pilette Richard Bond                         | Ferrari 365 GTB/4      | Ferrari 4.4L V12          | 301    |
| 9      | GT 5.0  | 38 | North American Racing Team (NART) | Jean-Pierre Jarier Claude Buchet                              | Ferrari 365 GTB/4      | Ferrari 4.4L V12          | 297    |
| 10     | T 3.0   | 54 | Ford Motor Company Deutschland    | Gerry Birrell Claude Bourgoignie                              | Ford Capri 2600RS      | Ford 3.0L V6              | 292    |
| 11     | T 3.0   | 52 | Ford Motor Company Deutschland    | Dieter Glemser Alex Soler-Roig                                | Ford Capri 2600RS      | Ford 3.0L V6              | 289    |
| 12     | S 3.0   | 68 | Duckham's Oil Motor Racing        | Alain de Cadenet Chris Craft                                  | Duckhams LM (Brabham)  | Ford Cosworth DFV 3.0L V8 | 288    |
| 13     | GT 3.0  | 41 | Louis Meznarie                    | Sylvain Garant Jürgen Barth Michael Keyser                    | Porsche 911S           | Porsche 2.5L Flat-6       | 285    |
| 14     | S 2.0   | 27 | René Ligonnet - Kodak             | René Ligonnet Barrie Smith                                    | Lola T290              | Ford Cosworth FVC 1.8L I4 | 284    |
| 15     | GT +5.0 | 4  | North American Racing Team (NART) | Dave Heinz Robert B. Johnson                                  | Chevrolet Corvette ZL1 | Chevrolet 7.0L V8         | 284    |
| 16     | GT +5.0 | 32 | Claude Dubois                     | Jean-Marie Jacquemin Yves Deprez                              | De Tomaso Pantera      | Ford 5.8L V8              | 282    |
| 17     | GT 3.0  | 46 | North American Racing Team (NART) | Jean-Pierre Laffeach Gilles Doncieux                          | Ferrari Dino 246GT     | Ferrari Dino 2.4L V6      | 265    |
| 18     | S 2.0   | 24 | Wicky Racing Team                 | Peter Mattli Hervé Bayard Walter Brun                         | Porsche 907            | Porsche 2.0L Flat-6       | 252    |
| 19 NC  | S 3.0   | 67 | Christian Poirot                  | Christian Poirot Philippe Farjon                              | Porsche 908/2          | Porsche 3.0L Flat-8       | 206    |
| 20 DNF | S 3.0   | 16 | Equipe Matra-Simca Shell          | Jean-Pierre Jabouille David Hobbs                             | Matra-Simca MS660C     | Matra 3.0L V12            | 278    |
| 21 DNF | S 3.0   | 5  | Escuderia Montjuich               | Juan Fernandez Francesco Torredemer Eugenio Baturone          | Porsche 908/3          | Porsche 3.0L Flat-8       | 278    |
| 22 DNF | S 3.0   | 19 | Autodelta SpA                     | Rolf Stommelen Nanni Galli                                    | Alfa Romeo Tipo 33TT3  | Alfa Romeo 3.0L V8        | 263    |
| 23 DNF | S 3.0   | 6  | Hans-Dieter Weigel                | Hans-Dieter Weigel Helmuth Krause                             | Porsche 908/2          | Porsche 3.0L Flat-8       | 244    |
| 24 DNF | GT +5.0 | 29 | Greder Racing Team                | Henri Greder Marie-Claude Charmasson                          | Chevrolet Corvette     | Chevrolet 7.0L V8         | 235    |
| 25 DNF | S 3.0   | 17 | Autodelta SpA                     | Vic Elford Dr. Helmut Marko                                   | Alfa Romeo Tipo 33TT3  | Alfa Romeo 3.0L V8        | 232    |
| 26 DNF | GT 5.0  | 57 | North American Racing Team (NART) | Luigi Chinetti Jr. Masten Gregory                             | Ferrari 365 GTB/4      | Ferrari 4.4L V12          | 226    |
| 27 DNF | S 3.0   | 8  | Ecurie Bonnier Switzerland        | Joakim Bonnier Gérard Larrousse Gijs van Lennep               | Lola T280              | Ford Cosworth DFV 3.0L V8 | 213    |
| 28 DNF | GT 3.0  | 42 | Claude Haldi                      | Claude Haldi Paul Keller "Gédéhem"                            | Porsche 911S           | Porsche 2.5L Flat-6       | 208    |
| 29 DNF | GT 5.0  | 35 | Scuderia Filipinetti              | Bernard Cheneviére Florian Vetsch Gérard Pillon               | Ferrari 365 GTB/4      | Ferrari 4.4L V12          | 204    |
| 30 DNF | S 3.0   | 22 | Automobiles Ligier                | Pierre Maublanc Jacques Laffite                               | Ligier JS2             | Maserati 3.0L V6          | 195    |
| 31 DNF | GT +5.0 | 71 | Ecurie Léopard                    | Jean-Claude Aubriet "Depnic" "Sylvain"                        | Chevrolet Corvette     | Chevrolet 7.0L V8         | 188    |
| 32 DNF | S 3.0   | 65 | "Novestille"                      | Louis Cosson Jean-Louis Ravenel                               | Porsche 910            | Porsche 2.4L Flat-6       | 188    |
| 33 DNF | S 3.0   | 56 | Claude Laurent                    | Claude Laurent Martial Delalande Jacques Marché               | Ligier JS2             | Maserati 3.0L V6          | 186    |
| 34 DNF | GT 3.0  | 45 | Raymond Touroul                   | "Lee Banner" Domonique Bardini                                | Porsche 911S           | Porsche 2.5L Flat-6       | 183    |
| 35 DNF | T 3.0   | 53 | Ford Motor Company Deutschland    | Jochen Mass Hans Joachim Stuck                                | Ford Capri 2600RS      | Ford 3.0L V6              | 152    |
| 36 DNF | S 3.0   | 76 | Jean Egreteaud                    | Jean-Claude Lagniez Raymond Touroul                           | Porsche 908/2          | Porsche 3.0L Flat-8       | 83     |
| 37 DNF | GT +5.0 | 72 | John Greenwood Racing             | Bernard Darniche Alain Cudini John Greenwood                  | Chevrolet Corvette     | Chevrolet 7.0L V8         | 82     |
| 38 DNF | S 2.0   | 23 | Brian Robinson                    | Brian Robinson Jean Rondeau                                   | Chevron B21            | Ford Cosworth FVC 1.8L I4 | 76     |
| 39 DNF | T 3.0   | 49 | Team Schnitzer - Motul            | Hans Heyer René Herzog                                        | BMW 2800CS             | BMW 3.0L I6               | 70     |
| 40 DNF | GT 3.0  | 44 | Jean Sage                         | Jean Sage Georg Loos Franz Pesch                              | Porsche 911S           | Porsche 2.5L Flat-6       | 64     |
| 41 DNF | GT 5.0  | 37 | Maranello Concessionaires         | Peter Westbury John Hine                                      | Ferrari 365 GTB/4      | Ferrari 4.4L V12          | 72     |
| 42 DNF | GT +5.0 | 28 | John Greenwood Racing             | John Greenwood Dick Smothers                                  | Chevrolet Corvette     | Chevrolet 7.0L V8         | 53     |
| 43 DNF | GT 3.0  | 80 | Porsche Kremer Racing Team        | John Fitzpatrick Erwin Kremer Juan Carlos Bolaños             | Porsche 911S           | Porsche 2.5L Flat-6       | 39     |
| 44 DNF | GT 3.0  | 79 | Jean-Pierre Gaban                 | Hermes Delbar Roger van der Schrick                           | Porsche 911S           | Porsche 2.4L Flat-6       | 36     |
| 45 DNF | GT +5.0 | 30 | Escuderia Montjuich               | José Juncadella Fernando de Baviera                           | De Tomaso Pantera      | Ford 5.8L V8              | 36     |
| 46 DNF | GT +5.0 | 31 | Escuderia Montjuich               | Herbert Müller Cox Kocher                                     | De Tomaso Pantera      | Ford 5.8L V8              | 36     |
| 47 DNF | S 2.0   | 69 | Michel Dupont                     | Michel Dupont Jean-Paul Bodin                                 | Chevron B19/21         | Ford Cosworth FVC 1.8L I4 | 29     |
| 48 DNF | T 3.0   | 84 | Shark Team                        | Jean-Claude Guérie Jean-Pierre Rouget                         | Ford Capri 2600RS      | Ford 3.0L V6              | 26     |
| 49 DNF | S 3.0   | 7  | Ecurie Bonnier Switzerland        | Hughes de Fierlandt Jorge de Bagration Mário de Araújo Cabral | Lola T280              | Ford Cosworth DFV 3.0L V8 | 26     |
| 50 DNF | GT 3.0  | 40 | René Mazzia                       | Pierre Mauroy Marcel Mignot                                   | Porsche 911S           | Porsche 2.5L Flat-6       | 27     |
| 51 DNF | GT 5.0  | 75 | Charles Pozzi                     | François Migault Daniel Rouveyran                             | Ferrari 365 GTB/4      | Ferrari 4.4L V12          | 22     |
| 52 DNF | S 3.0   | 58 | Bosch Racing Team                 | Walter Roser Otto Stuppacher                                  | Porsche 908/2          | Porsche 3.0L Flat-8       | 11     |
| 53 DNF | S 3.0   | 21 | Automobiles Ligier                | Guy Ligier Jean-François Piot                                 | Ligier JS2             | Maserati 3.0L V6          | 7      |
| 54 DNF | S +3.0  | 33 | Société Franco-Brittanic          | Guy Chasseuil Jean Vinatier                                   | De Tomaso Pantera      | Ford 5.8L V8              | 3      |
| 55 DNF | S 3.0   | 12 | Equipe Matra-Simca Shell          | Jean-Pierre Beltoise Chris Amon                               | Matra-Simca MS670      | Matra 3.0L V12            | 1      |

Legenda :DNQ = Não largou - DNF = Abandono - NC = Não classificado - DSQ= Desqualificado